# Härskogen
Härskogen är ett skogsområde på gränsen mellan Lerums kommun och Härryda kommun i Västra Götalands län, beläget i området mellan (och kring) de båda sjöarna Stora Härsjön och Lilla Härsjön, mellan tätorterna Lerum och Härryda. Genom skogen går länsväg 523 (Härskogsvägen) mellan Kastenhofsmotet (avfarten Lerum Ö) vid E20 och länsväg 549 (Härrydavägen, den gamla riksvägen) vid tätorten Rya, öster om Härryda.
I det stora friluftsområdet finns det märkta spår och leder av olika längd, bland annat Härskogen - Flodaspåret, 10 kilometer, Stora Härsjörundan, 14,5 kilometer och Stamsjön (Stamsjö) - Härskogen 6 kilometer.
Lerums skid- och orienteringsklubb har en klubbstuga i området..